# HD 168443 b
HD 168443 b – gazowy olbrzym około ośmiokrotnie cięższy od Jowisza. Krąży bliżej gwiazdy HD 168443 niż Merkury wokół Słońca, więc temperatura na jego powierzchni musi być bardzo wysoka. Z jego budowy oraz temperatury można wnioskować, że chmury nie mogą utworzyć się w jego grubej atmosferze, więc tarcza planety jest zapewne czysto niebieska, ze względu na rozpraszane światło. Duża ekscentryczność jego orbity może sprawiać, że w pobliżu apocentrum (~0,45 j.a.) chmury będą się przejściowo pojawiały.